# Minkar
Minkar es el nombre de la estrella ε Corvi (ε Crv / 2 Corvi), de magnitud aparente +3,02 y la cuarta más brillante de la constelación de Corvus, después de Gienah Gurab (γ Corvi), Kraz (β Corvi) y Algorab (δ Corvi). Se encuentra a algo más de 300 años luz de distancia del sistema solar.
Minkar es una gigante naranja de tipo espectral K2III cuya temperatura superficial es de 4230 K. Con una luminosidad 930 veces mayor que la del Sol, su radio es de 57 radios solares, o lo que es lo mismo, 0,26 UA, equivalente a una cuarta parte de la distancia entre la Tierra y el Sol. Su masa estimada es unas 4 veces mayor que la masa solar. Su antigüedad depende de la fase evolutiva en la que se encuentre. Con un núcleo inerte de helio, puede estar incrementando su luminosidad por primera vez, lo que corresponde a una edad aproximada de 165 millones de años; puede haber comenzado la fusión del helio y su luminosidad está declinando; o puede estar aumentando su brillo por segunda vez con un núcleo de carbono-oxígeno, lo que implica una edad cercana a 190 millones de años.
Minkar tiene un contenido en metales —medido como la relación hierro/hidrógeno— un 26% mayor que el del Sol; en concreto destaca la abundancia de oxígeno y manganeso. Aunque ha sido clasificada como una estrella de bario «leve», la ausencia de una compañera genera dudas al respecto. Se piensa que en este tipo de estrellas el bario procede de una compañera antaño más masiva y hoy convertida en una enana blanca, que les cedió subproductos resultantes de la fusión nuclear. 